# GRB 011211
GRB 011211 – rozbłysk gamma wykryty 11 grudnia 2001. 

## Obserwacje
GRB 011211 został zarejestrowany przez włosko-holenderskiego satelitę do badań astronomicznych w zakresie promieni rentgenowskich BeppoSAX 11 grudnia 2001 o godz. 19:09 UTC. Rozbłysk trwał 270 sekund, przez co w dniu odkrycia był najdłużej trwającym GRB, wykrytym przez tego satelitę. Widmo optyczne zarejestrowane przez teleskop Yepun wykazało przesunięcie ku czerwieni o wartości z = 2,14. Całkowita energia rozbłysku wynosiła 5×1052 ergów.

## Związek z supernową
Zespół naukowców z Uniwersytetu w Leicesterze przeprowadził analizę rentgenowskiej poświaty rozbłysku za pomocą teleskopu kosmicznego XMM-Newton. Wykryto obecność linii spektralnych magnezu, krzemu, siarki i innych pierwiastków chemicznych. Był to pierwszy przypadek odkrycia takich pierwiastków w widmie optycznym rozbłysku gamma. Te obserwacje dały wiarygodne dowody na związek pomiędzy rozbłyskami gamma a supernowymi. Jednak inni astronomowie odnotowali kilka wad w metodologii stosowanej przez zespół z Leicesteru. Odnosiły się one do m.in. metod redukcji danych, niskiego poziomu istotności linii emisyjnych, a także niskiej rozdzielczości widmowej urządzenia użytego do badań. Pomimo iż zespół z Leicesteru kontynuował badania w celu rozwiania tych wątpliwości, odkrycia w dalszym ciągu pozostawały kontrowersyjne. Natomiast pierwszym rozbłyskiem, który zapewnił niepodważalne dowody na powiązanie z supernową, był GRB 020813.

## Galaktyka
Obserwacje prowadzone przez Kosmiczny Teleskop Hubble’a w podczerwieni, w świetle widzialnym oraz w widmie rentgenowskim (w okresie od 14 do 59 dni po odkryciu GRB) ujawniły niebieską galaktykę o jasności obserwowalnej rzędu 24,95 ± 0,11 mag. Podobnie jak w przypadku galaktyk innych GRB, zarejestrowano linie emisji Lyman-alfa emitowane przez tę galaktykę. To odkrycie potwierdza teorię głoszącą, iż skład chemiczny obiektów mogących emitować GRB, zawiera śladowe ilości metali.